# Francesco Augusto Masnata
Francesco Augusto Masnata (Genova, 17 luglio 1882 – Santa Margherita Ligure, 24 ottobre 1974) è stato un poeta, commediografo dialettale italiano.
Autore drammatico del primo novecento, è noto soprattutto per il suo tentativo di elevare la commedia genovese sottraendola alla sola comicità. Autore della prima e forse unica commedia storica in lingua genovese, il "Che l'inse?" rappresentato più volte dalla compagnia di Gilberto Govi.

## Biografia
(F. A. Masnata)
Nacque a Genova nel sestiere Maddalena, ultimogenito, di una famiglia della borghesia cittadina. Il padre Luigi possedeva una oreficeria ed una rinomata gioielleria, era reduce delle campagne risorgimentali, e crebbe i sette figli con i valori tipici della nuova società italiana assieme alla moglie Adele Marcenaro. 
Di grande influenza, nella sua educazione, furono il prozio materno Giuseppe De Maurizii, audace e capitano marittimo ed il fratello maggiore Eugenio al quale sarà legato per tutta la vita.
Completati gli studi elementari, frequentò  e si diplomò in studi classici al liceo Colombo dove si appassionò alla letteratura ed alla storia classica. Visse la sua quasi intera esistenza sempre in un contesto familiare dapprima con i genitori, fino alla loro scomparsa nei primi anni del XX secolo, e poi con i fratelli scapoli Edoardo e Caterina.
Negli anni precedenti al primo conflitto mondiale cominciò la sua produzione poetica scrivendo le sue prime poesie, in italiano e genovese, produzione interrotta dalla guerra mondiale.
Già riformato alla visita di leva, nel 1902, per motivi fisici, nella primavera del 1916, si arruolò volontario e venne nominato Sottotenente di Milizia Territoriale. Formatosi presso il 65 reggimento di fanteria, venne trasferito al 74 fanteria con destinazione il fronte. Tra il novembre e il dicembre dello stesso anno partecipò alle operazioni militari sul fronte orientale e prese parte alla nona battaglia dell"Isonzo nella quale, durante l'attacco al Dosso Faiti fu gravemente ferito, costringendolo a cinque mesi di ospedale militare.
Terminata la degenza, venne destinato nelle retrovie del fronte fino a quando, nei primi mesi del 1918, venne arruolato nelle file delle Truppe ausiliarie italiane in Francia, un corpo di spedizione di 60.000 uomini adibiti a lavori pesanti nella prima linea e nelle retrovie del fronte francese, nel I battaglione del III raggruppamento. Terminata la grande guerra e rientrato in Italia nel 1919 venne congedato potendo tornare dalla sua famiglia, con il grado di Tenente.
È in questo periodo che Francesco Augusto cominciò la sua vera produzione artistica. Partecipando inizialmente a gare e concorsi di poesia in ambito locale ed internazionale fino a quando nel 1929 diede alla stampa la sua opera maggiore il Che l'inse?, commedia storica in genovese in quattro atti che ripercorre le vicende della cacciata degli austriaci dalla città di Genova del 1746.
Fu la compagnia teatrale di Gilberto Govi a inscenare la commedia per i due anni successivi tra Genova, La Spezia e Torino. A Spezia la prima fu un successo con numerose chiamate degli attori e dello stesso autore. La critica fu estremamente positiva, elogiando sia gli attori sia la novità che la commedia portava nel panorama del teatro genovese. Gli aspetti maggiormente esaltati furono la storicità, il patriottismo e la leggerezza del lavoro. 
Non si risparmiarono però momenti di tensione, come quello che si verificò a Genova alla prima cittadina al Teatro Paganini quando tra la folla vennero fatti circolare alcuni volantini nei quali Govi teneva ad informare il suo pubblico l'assoluta eccezionalità di un lavoro "serio" nel suo repertorio, scusandosi se gli spettatori si fossero aspettati altra rappresentazione. Questo fatto, causò notevoli attriti tra l'attore e l'autore, allontanandoli definitivamente.
Dopo l'iniziale successo, Masnata si dedicò alla produzione di poesie e di scritti a carattere storico politico affiancandolo all'insegnamento privato delle materie classiche quali il latino ed il greco.
Pur cinquantenne si arruolò volontario allo scoppio del secondo conflitto mondiale, nell’intendenza della IV armata, partecipando alle operazioni sul fonte occidentale e alla successiva occupazione della Francia. 
Congedato nel 1943 si ritirò assieme ai fratelli nel paese di Santa Margherita Ligure, nel quale, finito il conflitto, continuò la sua produzione poetica. È degli anni ‘50 la commedia in genovese “No se pêu dî gatto finché o no hè in to sacco”, che venne tradotta dallo stesso autore anche in dialetto fiorentino, nello stesso periodo venne nominato cavaliere della Repubblica per i suoi meriti in campo poetico. Del decennio successivo sono invece, “O zeneise de Zena” e la storica “A Genova dell’800”.
Negli ultimi anni, si dedicò, tra le altre cose, all'educazione classica dei giovani di Santa Margherita e dei suoi pronipoti. Molto attivo nel mondo culturale cittadino, e non, venne premiato, nel 1952, dal Presidente della repubblica con la croce di cavaliere dell’O.M.R.I. Non dimenticò mai i suoi trascorsi militari e fu sempre attivo nelle associazioni reducistiche. Nel 1965 morì il fratello Edoardo e nel 1972 la sorella, rimasto solo si spense 24 ottobre del 1974 a novantadue anni di età. Per suo espresso volere venne tomulato in un semplice loculo del cimitero di Santa Margherita Ligure a fianco dell'amato sorella Caterina. Sulla lapide bianca si trovano scritte le parole che più rappresentano il suo animo: 

## Riconoscimenti
Per la sua carriera di poeta e autore drammatico ricevette, nel 1952, la croce di cavaliere dell'ordine al merito della repubblica e pochi anni dopo dal governo francese il cavalierato dell'Ordine delle Palme accademiche.
A sua memoria è stata dedicata la sezione di poesia genovese del premio internazionale di poesia "Marco Delpino" che si tiene ogni anno a Santa Margherita Ligure.

## Opere

### Commedie
- Che l'inse?, genovese 1929
- Anime plasmate, italiano 1946
- No se pêu dî gatto finché o no hè in to sacco, genovese 1951
- Non dir quattro finché la noce non è nel sacco, fiorentino 1955
- O zeneise de Zena, genovese 1962
- A Genova dell'800, italiano 1963
- Il ricupero, italiano 1964